# Romildo Bolzan
Romildo Bolzan (Cachoeira do Sul, 9 de abril de 1932 – 8 de setembro de 2001) foi um político brasileiro.
Romildo Bolzan nasceu em 1932 e teve a sua vida dedicada à política. Foi líder universitário, vereador, prefeito de Osório nos anos 50 e início dos 60, deputado estadual pelo Movimento Democrático Brasileiro (MDB) e reeleito por duas vezes, sendo a última delas pelo Partido Democrático Trabalhista (PDT). Foi ainda presidente do Tribunal de Contas e da Agência Reguladora de Serviços Públicos do Estado do Rio Grande do Sul (Agergs), tendo falecido em 8 de setembro de 2001 ainda no exercício do cargo na Agergs. 
Romildo Bolzan é pai de Romildo Bolzan Júnior, o 52º presidente do Grêmio. 